# 広島県道399号金丸府中線
広島県道399号金丸府中線（ひろしまけんどう399ごう かねまるふちゅうせん）は、広島県福山市から府中市に至る一般県道である。

## 概要
福山市新市町大字金丸から府中市府中町に至る。

### 路線データ
- 起点：福山市新市町大字金丸（常金丸交差点、広島県道26号新市七曲西城線交点）
- 終点：府中市府中町（府中公園（南）交差点、広島県道388号木野山府中線交点）
- 総延長：5.4 km

## 歴史
- 1972年（昭和47年）
  - 3月21日 - 広島県告示第234号により広島県道215号金丸府中線として認定される。

前身は広島県道47号二森（ふたもり）府中線という一般県道の一部。広島県道26号新市七曲西城線に移行しなかった部分が本路線になった。
  - 11月1日 - 広島県の県道番号再編により現行の県道番号に変更される。
- 2003年（平成15年）2月3日 - 芦品郡新市町が福山市に編入されたことにより起点の地名表記が変更される（芦品郡新市町金丸→福山市新市町金丸）。

## 地理

### 通過する自治体
- 広島県
  - 福山市 - 府中市

### 交差する道路
| 交差する道路                   | 市町村名 | 交差する場所   | 交差する場所                                                                          |
| ------------------------------ | -------- | -------------- | ------------------------------------------------------------------------------------- |
| 広島県道26号新市七曲西城線     | 福山市   | 新市町大字金丸 | 常金丸交差点 / 起点                                                                   |
| 広島県道26号新市七曲西城線     | 福山市   | 新市町大字常   | 新道起点【北緯34度35分58.4秒 東経133度15分44.0秒 / 北緯34.599556度 東経133.262222度】 |
| 広島県道399号金丸府中線 / 新道 | 福山市   | 新市町大字常   |                                                                                       |
| 広島県道218号府中停車場線      | 府中市   | 元町           | 府中学園（中）交差点                                                                  |
| 広島県道388号木野山府中線      | 府中市   | 府中町         | 府中公園（南）交差点 / 終点                                                           |

### 沿線
- 七ツ池
- 青目寺（しょうもくじ）
- 常城比定地 - 飛鳥 - 奈良期に築かれた古代山城の一つ。遺跡は未発見。
- 金名の郷頭
- 宮脇遺跡と品治別神社
- 本山工業団地
- 鵜飼工業団地
- 府中市立府中学園